# Caltha leptosepala
Espèce
Classification phylogénétique
Caltha leptosepala est une espèce de plantes à fleurs de la famille des Renonculacées présente à l'ouest de l'Amérique du Nord du Nouveau-Mexique jusqu'en Alaska.

## Habitat
À l’ouest, Caltha leptosepala est présent de la Californie à l'Alaska en passant par la Colombie-Britannique. À l’est, elle est présente du Nouveau-Mexique jusqu’en Alberta. Elle est ainsi présente dans les régions alpine et subalpine des massifs montagneux de la chaine des Cascades comme dans le parc national du mont Rainier.
Les plantes présentes en intérieur des terres ont quelques petites différences avec celles présentes dans les chaînes montagneuses à proximité des côtes de l'océan Pacifique mais elles sont souvent traitées comme une seule et même espèce.

## Description

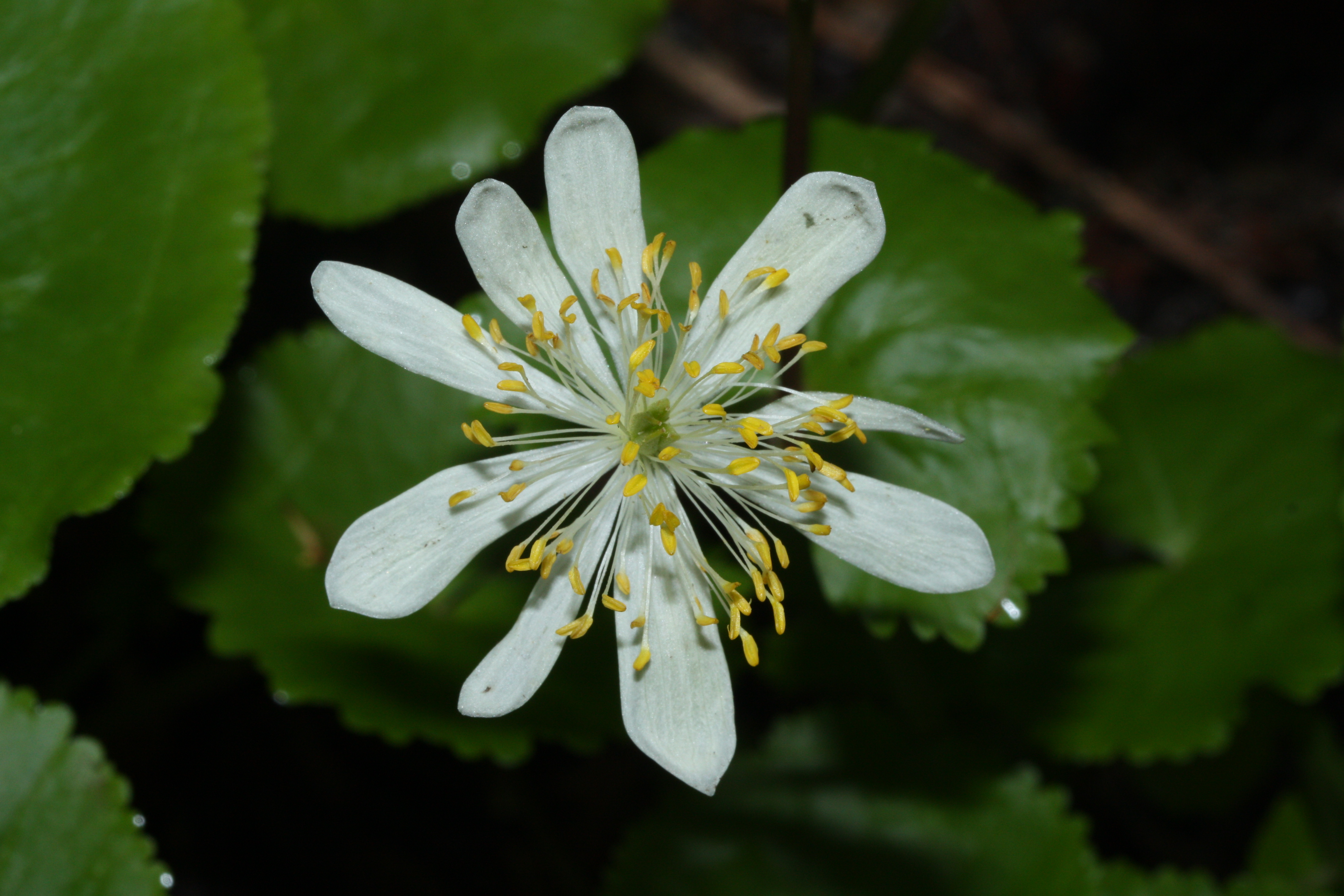
Caltha leptosepala subsp. howellii.

Caltha leptosepala est une plante vivace dont les feuilles partent de la base de la tige. Les feuilles font 13 à 15 cm de long et sont légèrement dentées sur leur bord. L'inflorescence possède une ou plusieurs fleurs. Chaque fleur mesure 1 à 4 cm et est de couleur blanche ou parfois jaune. Elles n'ont pas de pétales mais ceux-ci sont remplacés par des sépales en forme de pétale.

## Utilisation
Les racines et les feuilles sont comestibles mais nécessitent d'être cuites avant d'être consommées.